# Epicrisis systematis mycologici
Epicrisis systematis mycologici – publikacja opracowana w latach 1836–1838 przez Eliasa Friesa, wydana w 1838.
Pełny tytuł brzmi: „Epicrisis systematis mycologici, Seu synopsis hymenomycetum.”, w cytatach taksonomicznych używany jest skrót Epicr. syst. mycol.
W publikacji tej grzyby podzielono na sześć ówczesnych rodzin: Hymenomycetes, Discomycetes, Pyrenomycetes, Gasteromycetes, Hyphomycetes i Coniomycetes. Dokładny podział systematyczny zaproponowano dla rodziny Hymenomycetes, dzieląc ją na 64 rodzaje w 6 rzędach:
- rząd Agaricini zawierający rodzaje: Agaricus (plemiona Amanita, Lepiota, Armillaria, Tricholoma, Clitocybe, Collybia, Mycena, Omphalia, Pleurotus, Volvaria, Pluteus, Entoloma, Clitopilus, Leptonia, Nolanea, Eccilia, Pholiota, Hebeloma, Flammula, Naucoria, Galera, Crepidotus, Psalliota, Hypholoma, Psilocybe, Psathyra, Panoeolus i Psathyrella), Montagnites, Coprinus, Bolbitus, Cortinarius (plemiona Phlegmacium, Myxacium, Inoloma, Dermocybe, Telamonia i Hygrocybe), Paxillus, Gomphidius, Stylobates, Hygrophorus (plemiona Limacium, Camarophyllus, Hygrocybe), Lactarius (plemiona Piperites, Dapetes, Russulares i Lateripedes), Russula, Cantharellus, Nyctalis, Marasmius (plemiona Collybia i Rotula), Lentinus, Panus, Xerotus, Trogia, Shizophyllum i Lenzites;
- rząd Polyporei zawierający rodzaje: Boletus (plemiona Ochrosporus, Derminus, Hyporrhodius i Leucosporus), Polyporus (plemiona Mesopus, Pleuropus, Merisma i Apus), Trametes, Daedalea, Cyclomyces, Hexagona, Favolus, Lashia, Merulius (plemiona Leptospori i Coniophori) i Porothelium;
- rząd Hydnei zawierający rodzaje: Fistulina, Hydnum, Hericium, Sistotrema, Irpex, Radulum, Phlebia, Grandinia, Odontia i Kneiffia;
- rząd Aurirularini zawierający rodzaje: Craterellus, Thelephora, Stereum, Auricularia, Cora, Midotis, Corticium, Guepinia, Cyphella i Hypochnus;
- rząd Clavariei zawierający rodzaje: Sparassis, Clavaria (plemiona Ramaria, Syncoryne i Holocoryne), Calocera, Geoglossum, Mitrula, Crinula, Typhula i  Pistillaria;
- rząd Tremellini zawierający rodzaje: Tremella, Exidia, Naematelia, Dacrymyces, Agyrium i Hymenula.